# Associação Académica de Maputo
L'Associação Académica de Maputo est un club omnisports de la ville de Maputo au Mozambique.
Il comprend plusieurs sections évoluant au plus haut niveau.
Le club est fondé sous le nom d'Associação Académica de Lourenço Marques le 16 août 1969.

## Basket-ball
L'équipe féminine de basket-ball remporte la Coupe d’Afrique féminine des clubs champions de basket-ball en 2001. Elle est championne du Mozambique en 1975, 1998, 1999, 2000 et 2001 et vice-championne du Mozambique en 1970 et 2003.
L'équipe masculine de basket-ball est championne du Mozambique en 1998 et vice-championne du Mozambique en 1970, 2001 et 2002.

## Football
L'équipe masculine de football est finaliste de la Coupe du Mozambique en 2002.